# Kaique Alves
Kaique Alves (12 dicembre 2000) è un nuotatore brasiliano, specializzato nello stile libero, vincitore della medaglia di bronzo ai mondiali in vasca corta di Abu Dhabi 2021 nella 4x200 metri stile libero.

## Palmarès
- Mondiali in vasca corta

Abu Dhabi 2021: bronzo nella 4x200m sl.